# Asphalte (film, 2015)
Pour les articles homonymes, voir Asphalte (homonymie).
Pour plus de détails, voir Fiche technique et Distribution.
Asphalte est un film français réalisé par Samuel Benchetrit d'après ses romans autobiographiques Les Chroniques de l’Asphalte, sorti en 2015.

## Synopsis
L'ascenseur d'un immeuble tombe régulièrement en panne. Ce problème, ainsi que divers événements inattendus, ont un impact sur les résidents de l'immeuble : nous suivons quelques jours de la vie de certains d'entre eux : Sternkowitz du 1er étage, le jeune Charly, Jeanne, une comédienne ayant eu son heure de gloire, et Mme Hamida, une mère algérienne chaleureuse.

## Fiche technique
Sauf indication contraire, les informations mentionnées dans cette section peuvent être confirmées par la base de données cinématographiques IMDb,  présente dans la section « Liens externes ».
- Titre original : Asphalte
- Titre international anglophone : Macadam Stories
- Réalisation : Samuel Benchetrit
- Scénario : Samuel Benchetrit, d'après ses romans autobiographiques Les Chroniques de l’Asphalte
- Décors : Jean Moulin
- Costumes : Mimi Lempicka
- Photographie : Pierre Aïm
- Montage : Thomas Fernandez
- Musique : Raphaël
- Production : Julien Madon, Ivan Taïeb et Marie Savare de Laitre
- Sociétés de production : A Single Man, Maje Productions et La Camera Deluxe, coproduit par Emotions Films UK, Jack Stern Productions, Film Factory, Orange Cinéma Séries, avec le soutien de la région Alsace, du CNC, du Fonds Images de la Diversité et de la Commission Images de la Diversité[1]
- Distribution : Paradis Films (France), TF1 International (Monde)
- Pays de production :  France
- Langues : français, anglais
- Format : couleur
- Genre : comédie dramatique
- Durée : 100 minutes
- Dates de sortie[2] :
  - France : 17 mai 2015 (Festival de Cannes 2015 - séances spéciales) ; 13 juin 2015 (Festival des Champs-Élysées) ; 26 août 2015 (Festival d'Angoulême) ; 7 octobre 2015 (sortie nationale)

## Distribution
- Isabelle Huppert : Jeanne Meyer, l'actrice
- Gustave Kervern : Sternkowitz
- Valeria Bruni Tedeschi : l'infirmière de nuit
- Tassadit Mandi : Mme Hamida, Aziza
- Jules Benchetrit : Charly, l'adolescent
- Michael Pitt : John McKenzie, l'astronaute de la NASA
- Abdelmadjid Barja : Madjid, le fils de Mme Hamida
- Mickaël Graehling : Dédé, le « serrurier »
- Larouci Didi : Mouloud, le binôme de Dédé dans l'immeuble
- Thierry Gimenez : M.Gilosa, le meneur de la réunion de copropriétaires

## Production

### Genèse et développement
Samuel Benchetrit adapte ici ses propres romans autobiographiques, Les Chroniques de l’Asphalte, dont le premier tome est publié en 2005.

### Attribution des rôles
L'interprète de Charly, Jules Benchetrit, est le fils du réalisateur et de l'actrice Marie Trintignant.

### Tournage
Le tournage a lieu du 15 décembre 2014 au 6 février 2015, notamment au quartier Bel air  à Colmar dans le Haut-Rhin.

### Musique
La musique du film est composée par le chanteur français Raphaël, qui avait déjà collaboré avec le réalisateur pour Un voyage (2014).

« Raphaël a vraiment été enthousiaste dès la lecture du scénario qui lui a inspiré une quinzaine de morceaux. Et je me suis arrêté sur celui qu'on peut entendre dans le film. En fait, pendant le tournage, j'écoutais en boucle le Clair de lune de Beethoven. Ce morceau m'a aidé à préciser ce que je recherchais pour Asphalte : une ritournelle très douce. Raphaël est donc parti là-dessus et j'ai été particulièrement sensible au côté synthétique des cordes et du piano sur le morceau que j'ai retenu. Éric Heumann, le distributeur du film, me répétait souvent une petite phrase : “n'oublie pas la petite musique”. Et je voulais justement qu’Asphalte soit dominé par une musique discrète et non omniprésente. »

— Samuel Benchetrit